# La Journée des violents

La Journée des violents (Day of the Bad Man) est un film américain réalisé par Harry Keller et sorti en 1958.

## Synopsis
Le juge Jim Scott veut condamner un meurtrier à la peine de mort, mais les membres de la famille du hors-la-loi ont l'intention de faire autrement. Le tout-puissant patriarche Charlie Hayes et son entourage  sont persuadés qu'ils peuvent utiliser la violence pour faire commuer la peine de leur parent condamné à un simple bannissement. Alors que le shérif Barney Wiley faiblit sous les manigances de la famille, le juge Scott reste résolu à faire en sorte que justice soit faite.

## Fiche technique
- Titre français : La Journée des violents
- Titre original : Day of the Bad Man
- Réalisation : Harry Keller
- Scénario : Lawrence Roman d'après une histoire de John W. Cunningham
- Lieu de tournage : Backlot, Universal Studios
- Photographie : Irving Glassberg
- Musique : Hans J. Salter
- Montage : Sherman Todd
- Format : couleur par Eastmancolor - 35 mm - 2.35:1 - son :  Mono (Westrex Recording System)
- Pays d'origine :  États-Unis
- Genre : western
- Durée : 81 min
- Dates de sortie : 
  - États-Unis : 29 janvier 1958 (New York)
  - France : 5 mars 1958 (Nice)
  - France : 30 avril 1958 (Paris)

## Distribution
- Fred MacMurray : le juge Jim Scott
- Joan Weldon : Myra Owens
- John Ericson : le shériff Barney Wiley
- Robert Middleton : Charlie Hayes
- Marie Windsor : Cora Johnson
- Edgar Buchanan : Sam Wyckoff
- Eduard Franz : Andrew Owens
- Skip Homeier : Howard Hayes
- Peggy Converse : Mme Quary
- Robert Foulk : Silas Mordigan
- Ann Doran : Martha Mordigan
- Lee Van Cleef : Jake Hayes
- Eddy Waller : M. Slocum
- William Henry : David Kinds
- Tom London : Roy

## Source
- La Journée des violents et les affiches françaises du film, sur EncycloCiné